# أندريه فلوري (ملحن)
أندريه فلوري (بالفرنسية: André Fleury)‏ هو عازف الأرغن وملحن وعازف بيانو فرنسي، ولد في 25 يوليو 1903 في نويي-سور-سين في فرنسا، وتوفي في 6 أغسطس 1995 في Le Vésinet ‏ في فرنسا.

## وصلات خارجية
- أندريه فلوري على موقع ميوزك برينز (الإنجليزية)
- أندريه فلوري على موقع ديسكوغز (الإنجليزية)